# Antoni Pudłowski

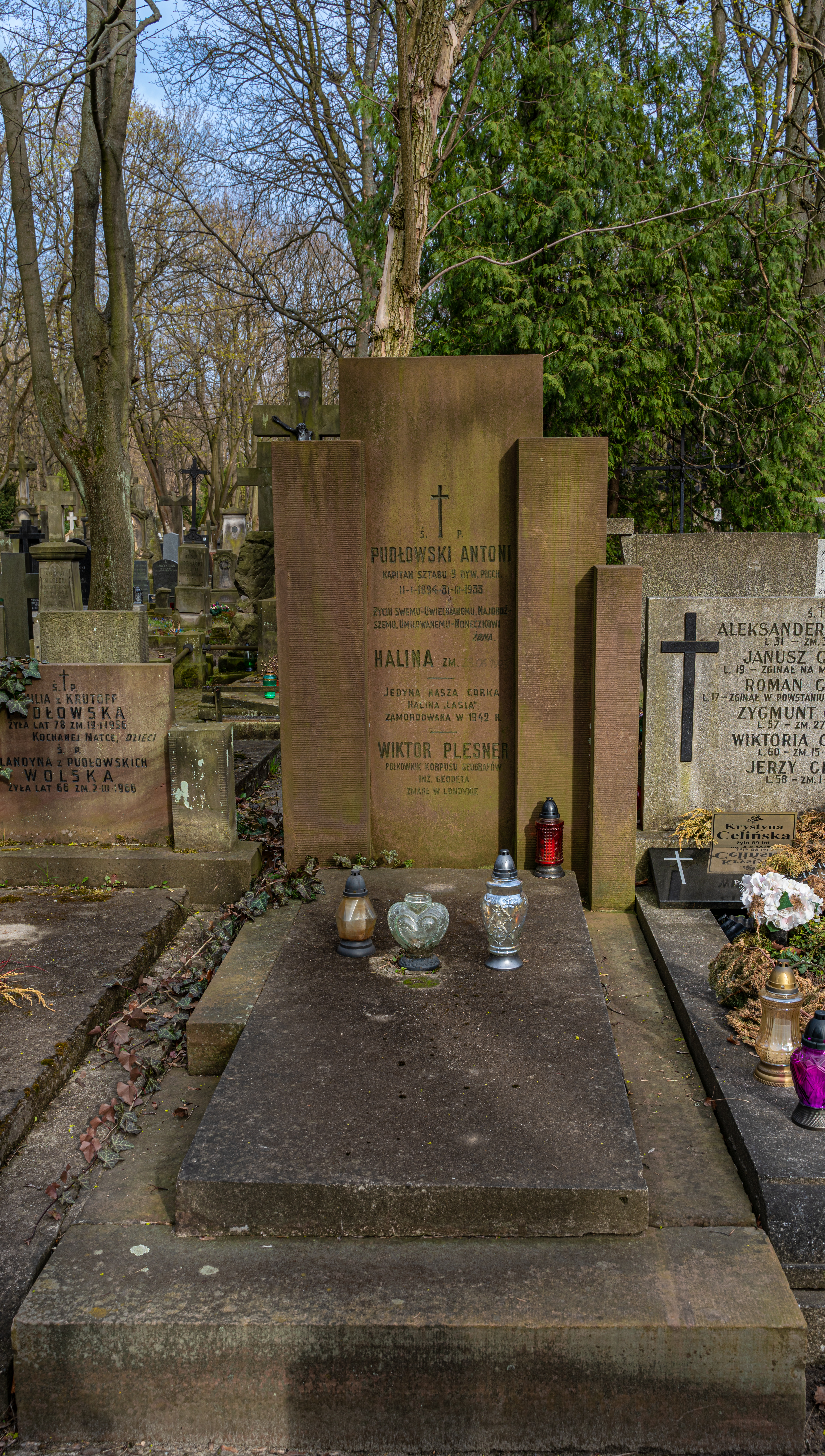
Grób Antoniego Pudłowskiego na cmentarzu Powązkowskim

Antoni Pudłowski (ur. 11 stycznia 1894, zm. 31 marca 1933) – kapitan piechoty Wojska Polskiego.

## Życiorys
Urodził się 11 stycznia 1894. Po zakończeniu I wojny światowej został przyjęty do Wojska Polskiego. Podczas wojny polsko-bolszewickiej w trakcie Bitwy Warszawskiej w stopniu podporucznika był szefem registratury i protokołu w III Oddziale 5 Armii. Został awansowany na stopień kapitana piechoty ze starszeństwem z dniem 1 czerwca 1919. W 1923, 1924 był oficerem 22 pułku piechoty w Siedlcach. Na przełomie lat 20./30. z tej jednostki został przydzielony do siedleckiej 9 Dywizji Piechoty, gdzie był oficerem sztabu
Zmarł 31 marca 1933 po długiej chorobie. Został pochowany na cmentarzu Powązkowskim 3 kwietnia 1933 (kwatera 88-4-13).
Był żonaty ze Stefanią Michaliną "Haliną" Brodowską (zm. 1993), z którą miał córkę Halinę (zamordowana w 1942). Na nagrobku Antoniego Pudłowskiego został symbolicznie upamiętniony drugi mąż Stefani Michaliny ppłk. inż. geogr. Wiktor Plesner (1892–1961).

## Ordery i odznaczenia
- Krzyż Walecznych
- Srebrny Krzyż Zasługi (10 listopada 1928)[10]
- Medal Zwycięstwa (Médaille Interalliée)